# فوریه (دهانه)
فوریه یک دهانه برخوردی در ماه‌ است.

## دهانه‌های اقماری
این دهانه ۱۳ دهانه اقماری دارد.
| Fourier | عرض جغرافیایی | طول جغرافیایی | قطر          |
| ------- | ------------- | ------------- | ------------ |
| A       | ۳۰.۲° S       | ۴۹.۵° W       | ۳۲.۰ کیلومتر |
| C       | ۲۸.۵° S       | ۵۱.۹° W       | ۱۴.۰ کیلومتر |
| B       | ۳۰.۵° S       | ۵۲.۰° W       | ۱۱.۰ کیلومتر |
| E       | ۲۸.۷° S       | ۵۰.۱° W       | ۱۴.۰ کیلومتر |
| D       | ۳۱.۵° S       | ۵۰.۴° W       | ۲۱.۰ کیلومتر |
| G       | ۲۹.۴° S       | ۵۱.۷° W       | ۱۱.۰ کیلومتر |
| F       | ۲۸.۸° S       | ۵۲.۷° W       | ۱۴.۰ کیلومتر |
| K       | ۳۰.۰° S       | ۵۴.۲° W       | ۱۰.۰ کیلومتر |
| M       | ۳۰.۴° S       | ۵۳.۱° W       | ۴.۰ کیلومتر  |
| L       | ۳۰.۲° S       | ۵۲.۶° W       | ۵.۰ کیلومتر  |
| N       | ۳۳.۵° S       | ۵۶.۴° W       | ۱۰.۰ کیلومتر |
| P       | ۳۱.۰° S       | ۵۴.۹° W       | ۹.۰ کیلومتر  |
| R       | ۳۴.۲° S       | ۵۱.۲° W       | ۹.۰ کیلومتر  |